# درويش القصاص
درويش القصَّاص (أبو مُحمد؛ 1312- 1412 هـ / 1895- 1992 م) ويُشار إليه بلقب «شيخ مدرسي الرياضيات»، هو عالمٌ بالرياضيات ومن أعلام المربِّين في الشام، كما تُوضح المصادر أنهُ من «مشاهير مدرِّسي الرياضيات في الشام وأقدمهم، مجاهد معمَّر وطني من حفَّاظ كتاب الله».
لم تذكر المؤلفات كثيرًا عنه، ولعلَّ أشهرها بحثٌ بعنوان «المربي الأستاذ درويش القصَّاص» كان قد نشره الأستاذ أيمن بن أحمد ذوالغنى على شبكة الألوكة بتاريخ 22 نوفمبر (تشرين الثاني) 2008 ميلاديًا، والذي يُوضح فيه: «أفدت في كتابة هذه النبذة من كلمة بخطِّ ولده أستاذي فوزي بن درويش القصَّاص مدرِّس الرياضيات في ثانويات دمشق، أطلعني عليها متفضِّلاً، ومن مشافهة حفيده الودود الأخ الصديق معاذ بن محمود القصاص، وذكريات الشيخ علي الطنطاوي 7/ 91، 175». كما وردت ترجمةٌ أوسع عنه في قسم عائلة القصَّاص ضمن كتاب «موسوعة الأسر الدمشقية» للدكتور محمد شريف الصَّواف عام 2010 ميلاديًا، والذي يُوضح بأنه قد «قدم هذه الدراسة مشكورًا الأستاذ الباحث أيمن ذوالغنى بعد مشافهة المهندس الشيخ محمد تيسير ابن أمين القصاص نسابة آل القصاص، والأستاذ محمد فوزي بن درويش القصاص».

## حياته
وُلد درويش بن محمود بن عبد الغني بن محيي الدين بن محمد بن بكري بن درويش القصَّاص في دمشق عام 1895 ميلاديًا الموافق 1312 هجريًا لعائلةٍ من «أسر الصالحية القديمة الشهيرة بالصلاح». كان درويش قد حفظ القرآن في العاشرة من عمره. شاركَ درويش في الحرب العالمية الأولى مع الدولة العثمانية برتبة يوزباشي، حيث كان متواجدًا في وادي الصرار بفلسطين. حضر درويش مجالس الشيخ محمد أمين محملجي والشيخ سليم المسوتي، وتخرَّج بالشيخين كامل القصَّاب وإبراهيم الغلاييني، حيث أخذ عنه الطريقة النقشبندية. تذكر المصادر بأنَّ درويش «اشتُهر بالورع والزهد والعبادة، والقدرة على الكتابة بكلتا يديه فكان يبدأ السطر من أوله بيده اليمنى ثم يتمُّه بيده اليسرى».
التحق بعدها بالمدرسة الكاملية في حيفا للشيخ كامل القصَّاب، ونظرًا لتفوقه في الرياضيات، كلفهُ الشيخ كامل للتدريس فيها، وتشير المصادر لذلك «أظهر فيها تفوُّقًا ونبوغًا ولا سيما في الرياضيات، فكلَّفه الشيخ كامل بالتدريس المأجور، ليجمع بين التعلُّم والتعليم». كان درويش يستعين بالمراجع الفرنسية والتركية والألمانية، كما كان مدرسًا للغة العربية والفرنسية. عمل مدرسًا أيضًا في مدرسة التجهيز الأولى والتجهيز الثانية بدمشق، كما درَّس في الكلية الشرعية التي أسستها جمعية العلماء بزُقاق النقيب في حي العمارة، ثم في ثانوية سعادة الأبناء التابعة للجمعية الغراء، ثم في دار الحديث، حيث كان عمرهُ آنذاك حوالي سبعين عامًا. تتلمذَ على يديه الشاعر نوح إبراهيم والشيخ محمد أديب صالح والشيخ محمد حسام الدين القدسي والشيخ علي الطنطاوي، حيث قال عنه الطنطاوي بأنهُ «له براعة عجيبة في الأفهام، فهو يدخل العلم في الأدمغة التي يظن أنها أغلقت أبوابها، وسدت مسالكها دون العلم فلا يدخلها، عُمر حتى بلغ المئة».
ألفَّ درويش في عام 1922 ميلاديًا كتابًا تحت عنوان «مبادئ الهندسة»، وتوضح المصادر بأنهُ وضع كتابًا في الفلك الوصفي كان يُدرسهُ لطلابه ولكنهُ لم يُطبع.
كان درويش متزوجًا، وله 5 أبناءٍ، هُم:
- فاطمة بنت درويش (وُلدت عام 1937 ميلاديًا): حاصلةٌ على بكالوريوس في الجغرافيا من كلية الآداب بجامعة دمشق، وهي متزوجةٌ من الأستاذ تيسير العيتي. قال عنه الطنطاوي «الأستاذ تيسير العيتي، وهو مدرسٌ فاضلٌ، وزوجته بنت شيخ مدرسي الرياضيات في سورية الذي أحسبه قارب اليوم مائة عام، من عمره أو زاد عليها هو الأستاذ درويش القصاص».[9]
- مُحمد فوزي بن درويش (وُلد عام 1940 ميلاديًا): كان مدرسًا للرياضيات، حيث حصل على درجة البكالوريوس في الرياضيات من كلية العلوم بجامعة دمشق عام 1963 ميلاديًا. عمل محاضرًا في جامعة دمشق ومدرسًا في ثانويتها. كان قد ترجم كتاب «الفراغات التوبولوجية» لمؤلفه كلود بيرغ، الذي يعد واحدًا من المراجع الجامعية الهامة.
- خديجة بنت درويش (وُلدت عام 1943 ميلاديًا وتُوفيت بتاريخ 21 آذار 2018 ميلاديًا): عملت في التدريس سنواتٍ طويلة، وهي حاصلةٌ على درجة البكالوريوس في الرياضيات من كلية العلوم بجامعة دمشق. كانت متزوجةٌ من الأستاذ محمد نجاح الكيلاني (أبو عمر).

إضافةً إلى محمود بن درويش، وزينب بنت درويش، حيث ذكرت المؤلفات أسماءهم فقط.

## وفاته
تُوفي درويش القصَّاص في دمشق، عام 1992 ميلاديًا الموافق 1413 هجريًا، عن 100 عام هجري و97 عامًا ميلاديًّا. ورثاه حفيدُه الطبيب والمعارض السياسي ياسر العيتي في قصيدةٍ يقول بها: